# چهارخانه سرپایین
چهارخانه سرپایین، روستایی از توابع بخش مرکزی شهرستان لاهیجان در استان گیلان ایران است.

## جمعیت
این روستا در دهستان لیالستان قرار دارد و براساس سرشماری مرکز آمار ایران در سال ۱۳۸۵، جمعیت آن ۲٬۸۸۵ نفر (۸۱۶خانوار) بوده‌است.